# المپیک زمستانی ۱۹۲۸
بازی‌های المپیک زمستانی ۱۹۲۸ (به انگلیسی: II Olympic Winter Games) در شهر سنت موریتز در کشور سوئیس از ۱۱ تا ۱۹ فوریه ۱۹۲۸ برگزار شد.
در این دوره از بازی‌ها نروژ با ۶ طلا، ۴ نقره و ۵ برنز مقام اول این رقابت‌ها را به دست آورد. آمریکا با ۲ طلا، ۲ نقره و ۲ برنز مقام دوم را کسب کرد و تیم سوئد با ۲ طلا، ۲ نقره و ۱ برنز به مفام سوم رسید است. تیم ایران در این دوره از بازی‌ها حضور نداشته است.

## ورزش‌ها
- بابسلد
  -  بابسلد (۱) (جزئیات) 
  -  اسکلتون (۱) (جزئیات)
- هاکی روی یخ (۱) (جزئیات)
- اسکیت روی یخ
  -  اسکیت نمایشی (۳) (جزئیات) 
  -  اسکیت سرعت (۴) (جزئیات)
- اسکی نوردیک  (جزئیات) 
  -  اسکی صحرانوردی (۲) (جزئیات) 
  -  نوردیک ترکیبی (۱) (جزئیات) 
  -  اسکی پرش (۱) (جزئیات)

## کشورهای شرکت‌کننده
- آرژانتین (۱۰)
- اتریش (۳۹)
- بلژیک (۲۵)
- کانادا (۲۳)
- چکسلواکی (۲۹)
- استونی (۲)
- فنلاند (۱۸)
- فرانسه (۳۸)
- آلمان (۴۴)
- بریتانیای کبیر (۳۲)
- مجارستان (۱۳)
- ایتالیا (۱۳)
- ژاپن (۶)
- لتونی (۱)
- لیتوانی (۱)
- لوکزامبورگ (۵)
- مکزیک (۵)
- هلند (۷)
- نروژ (۲۵)
- لهستان (۲۶)
- رومانی (۱۰)
- سوئد (۲۴)
- سوئیس (۴۱) (میزبان)
- ایالات متحده آمریکا (۲۴)
- یوگسلاوی (۶)

## جدول مدال‌ها

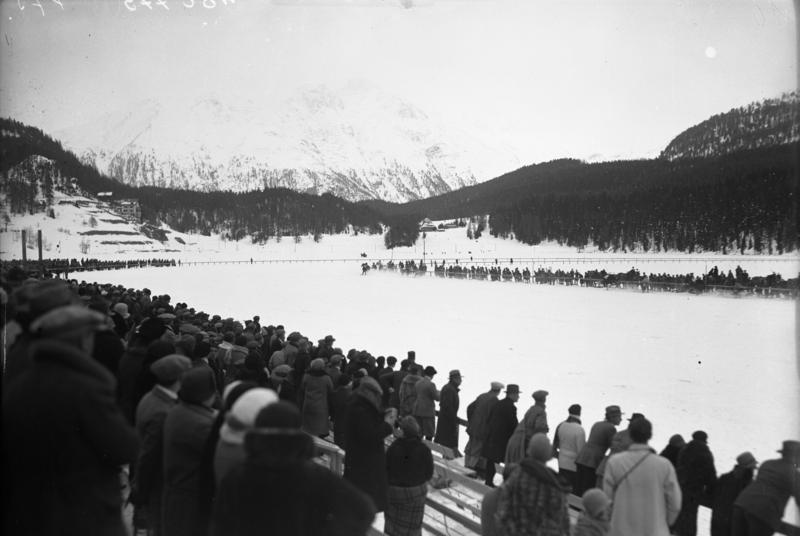
تماشاگران المپیک زمستانی ۱۹۲۸

*   کشور میزبان (سوئیس)
| رتبه            | کشور                | طلا | نقره | برنز | مجموع |
| --------------- | ------------------- | --- | ---- | ---- | ----- |
| ۱               | نروژ                | ۶   | ۴    | ۵    | ۱۵    |
| ۲               | ایالات متحده آمریکا | ۲   | ۲    | ۲    | ۶     |
| ۳               | سوئد                | ۲   | ۲    | ۱    | ۵     |
| ۴               | فنلاند              | ۲   | ۱    | ۱    | ۴     |
| ۵               | فرانسه              | ۱   | ۰    | ۰    | ۱     |
| ۵               | کانادا              | ۱   | ۰    | ۰    | ۱     |
| ۷               | اتریش               | ۰   | ۳    | ۱    | ۴     |
| ۸               | آلمان               | ۰   | ۰    | ۱    | ۱     |
| ۸               | بریتانیای کبیر      | ۰   | ۰    | ۱    | ۱     |
| ۸               | بلژیک               | ۰   | ۰    | ۱    | ۱     |
| ۸               | سوئیس*              | ۰   | ۰    | ۱    | ۱     |
| ۸               | چکسلواکی            | ۰   | ۰    | ۱    | ۱     |
| مجموع (۱۲ کشور) | مجموع (۱۲ کشور)     | ۱۴  | ۱۲   | ۱۵   | ۴۱    |